# Caritas internationalis
Caritas Internationalis è una confederazione cattolica internazionale che raggruppa 162 membri affiliati, distribuiti in diversi paesi del mondo. Quasi tutte le caritas nazionali sono membri di diritto di Caritas Internationalis.

## Storia
Tale progetto è nato da un'intuizione di papa Pio XII nel 1950.
Un primo esempio di organizzazione si ha già nel 1947 in Svizzera, dove venne creato un organismo di rappresentanza, innanzi ai vari enti internazionali, di tutte le realtà associative cattoliche che lavorassero nell'ambito caritatevole.
Sino al 1957 l'organismo adottò il nome di Conferenza internazionale delle carità cattoliche, per poi adottare il nome attuale.
L'esperienza di Caritas Internationalis è successiva alla nascita di altre Caritas locali, quali quella tedesca, fondata nel 1897; quella svizzera del 1901 e quella statunitense che ha visto la luce nel 1910.
Dal 13 maggio 2023 il presidente è Tarcisius Isao Kikuchi, S.V.D., arcivescovo di Tokyo.

## Finalità
Coordinare il lavoro combinato delle caritas nazionali al fine di dare assistenza, alle popolazioni coinvolte, in caso di calamità. Inoltre ha, tra le proprie finalità, quello di promuovere la giustizia e lo sviluppo.

## Sede e rappresentanze
L'organizzazione ha la propria sede nel palazzo San Calisto, nella Città del Vaticano. Caritas Internationalis ha proprie delegazione presso l'ONU a New York e Ginevra.

## Cronotassi dei presidenti
- Vescovo Ferdinando Baldelli (1951 - 1962)
- Cardinale Raúl Silva Henríquez, S.D.B. (1962 - 1965)
- Monsignore Jean Rodhain (9 settembre 1965 - 1971)
- Monsignore Carl Vath (1971 - 1974)
- Arcivescovo Aloísio Leo Arlindo Lorscheider, O.F.M. (1974 - 1975)
- Monsignore Georg Hüssler (1975 - 1983)
- Cardinale Alexandre do Nascimento (1983 - 1991)
- Vescovo Affonso Felippe Gregory (1991 - 1999)
- Arcivescovo Youhanna Fouad El-Hage (1999 - maggio 2005)
- Sig. Denis Viénot (maggio 2005 - 5 giugno 2007)
- Cardinale Óscar Rodríguez Maradiaga, S.D.B. (5 giugno 2007 - 15 maggio 2015)
- Cardinale Luis Antonio Tagle (15 maggio 2015 - 22 novembre 2022)
  - Dott. Pier Francesco Pinelli (22 novembre 2022 - 13 maggio 2023) (commissario straordinario)
- Cardinale Tarcisius Isao Kikuchi, S.V.D., dal 13 maggio 2023

## Cronotassi dei segretari generali
- Dott. Duncan MacLaren (1999 - giugno 2007)
- Dott.ssa Lesley-Anne Knight (giugno 2007 - 26 maggio 2011)
- Dott. Michel Roy (26 maggio 2011 - 28 maggio 2019)
- Dott. Aloysius John (28 maggio 2019 - 22 novembre 2022)
- Dott. Alistair Dutton, dal 15 maggio 2023

## Cronotassi degli assistenti ecclesiastici
- Presbitero Hubert Andrzej Matusiewicz, O.H. (2006 - 2012)
- Presbitero Pierre Cibambo Ntakobajira (2012 - 22 novembre 2022)